# Enzo Bardeli
Enzo Bardeli (Dunkerque, 11 aprile 2001) è un calciatore francese, centrocampista del Dunkerque.

## Carriera
Cresciuto nel settore giovanile del Lilla, nel 2020 è stato assegnato alla squadra riserve dove ha giocato 3 incontri in Championnat National 3. Nell'estate del 2021 è stato acquistato dal Dunkerque, ed il 1º febbraio 2022 ha debuttato in prima squadra nell'incontro di Ligue 2 perso 2-0 contro il Niort. Ha firmato il suo primo contratto professionistico il 2 marzo seguente, 
Con la retrocessione del club in Championnat National ha iniziato a giocare con frequenza ed il 12 agosto 2022 ha segnato il suo primo gol in competizioni professionistiche nella partita vinta 3-0 contro il Le Mans.

## Statistiche

### Presenze e reti nei club
Statistiche aggiornate al 19 aprile 2025.
| Stagione        | Squadra         | Campionato      | Campionato | Campionato | Coppe nazionali | Coppe nazionali | Coppe nazionali | Coppe continentali | Coppe continentali | Coppe continentali | Altre coppe | Altre coppe | Altre coppe | Totale | Totale | Totale |
| Stagione        | Squadra         | Comp            | Pres       | Reti       | Comp            | Pres            | Reti            | Comp               | Pres               | Reti               | Comp        | Pres        | Reti        | Pres   | Reti   |        |
| --------------- | --------------- | --------------- | ---------- | ---------- | --------------- | --------------- | --------------- | ------------------ | ------------------ | ------------------ | ----------- | ----------- | ----------- | ------ | ------ | ------ |
| 2020-2021       | Lilla 2         | N2              | 3          | 0          | -               | -               | -               | -                  | -                  | -                  | -           | -           | -           | 3      | 0      |        |
| 2021-2022       | Dunkerque       | L2              | 7          | 0          | CF              | 0               | 0               | -                  | -                  | -                  | -           | -           | -           | 7      | 0      |        |
| 2022-2023       | Dunkerque       | N               | 29         | 1          | CF              | 2               | 0               | -                  | -                  | -                  | -           | -           | -           | 31     | 1      |        |
| 2023-2024       | Dunkerque       | L2              | 38         | 3          | CF              | 1               | 0               | -                  | -                  | -                  | -           | -           | -           | 39     | 3      |        |
| 2024-2025       | Dunkerque       | L2              | 30         | 6          | CF              | 5               | 1               | -                  | -                  | -                  | -           | -           | -           | 35     | 7      |        |
| Totale carriera | Totale carriera | Totale carriera | 107        | 10         |                 | 8               | 1               |                    | -                  | -                  |             | -           | -           | 115    | 11     |        |